# 交換謊言日記
《交換謊言日記》（日语：／）為櫻很好哦所寫的小説。於2013年以手機小説的形式於小説投稿網站「野草莓」公開，並於2014年8月由手機小說文庫出刊成冊發行。後又於2017年8月，於Starts出版文庫發行進行大幅修正的新裝版本。
本小說於2020年在TikTok上造成話題後開始連載，2021年7月開始以野草莓Junior文庫的形式出版，連載總發行數已超過65萬部。
2023年7月7日，此小說的電影版正式上映，由高橋文哉與櫻田日和主演。

## 概述
就讀高中2年級的黒田希美，有一天於跑班教室的書桌中發現了一張寫著「喜歡你　瀬户山」的滿是皺摺的活頁紙。
留下紙張的人為學校中最受歡迎的男學生瀬戸山潤。黑田希美雖然對這張來路不明的紙張感到困惑、煩惱，但她仍然將回覆放入了對方的鞋櫃中，如此便開始了一來一往的書信交流。然而，當寫信的紙張開始轉變為瀬户山特別準備的全新紙張時，她發現了信應該是寫給她最好的朋友松本江里乃的。
然而，她錯過了最好的說明時機，而自己也逐漸的被瀬户山吸引，但她不想因為被瀬户山討厭而結束交換日記的來往，因此她假裝自己是江里乃並持續的與瀬户山來往，她也逐漸發現兩人在某些想法上並不契合。

## 電影
於2023年7月7日上映。導演為竹村謙太郎，由高橋文哉、櫻田日和主演。

### 角色

#### 主要人物
瀬户山 潤（せとやま じゅん）
高橋文哉飾演
2年E班。學校最受歡迎的男學生。
喜歡黑田希美的好友，並將寫著「喜歡你。」的紙張放入其書桌中。
黒田 希美（くろだ のぞみ）
櫻田日和飾演
2年A班。對自身沒有自信，太會讀空氣。不善言詞的笨拙女孩。
儘管對收到來自瀬户山的信感到疑惑，但依然將回覆放入了他的鞋櫃中，便開始了秘密日記來往。

#### 都立青德高中
松本 江里乃（まつもと えりの）
茅島水樹飾演
學生會長。希美的青梅竹馬。瀬户山寫信的實際對象。
米田 晴人（よねだ はるひと）
曾田陵介飾演
瀬户山的好友。與瀬户山同班。活潑的氣氛製造者。
林 優子（はやし ゆうこ）
齊藤渚飾演
希美與江里乃的好友，於同個班級。單戀米田晴人。
矢野 大翔（やの ひろと）
板垣瑞生飾演
希美的廣播社學長與前男友。電影以瀬戸山×希美×矢野三人間的三角關係為題材。
沙耶
木内舞留飾演
希美等人的同班同學。
萌
増井湖湖飾演
希美等人的同班同學。
鈴木翔
髙橋大翔飾演
瀬戸山的同班同學。
石井
木村風太飾演
瀬戸山的同班同學。希美・優子・沙耶・萌・瀬戸山・米田・翔とカラオケに行っている。
瀬戸山的同班同學
市川理矩飾演
教師
赤松新飾演
2年A班導師。英語教師。
教師
Dandy坂野飾演
數學教師。

#### 瀬戸山家
瀬戸山美久
有香 飾演
潤的妹妹。小學3年級。誤以為希美為潤的女朋友。
祖母
三谷侑未飾演
潤與美久的祖母。腳有缺陷。

#### 其他
廣播電台的導演
平子祐希 飾演（阿魯科&peace）
希美成為廣播節目主持人後的電台導演。

### 工作人員
- 原作 - 櫻いいよ『交換謊言日記』（Starts出版文庫）
- 導演 - 竹村謙太郎
- 劇本 - 吉川菜美[5]
- 音樂 - 遠藤浩二[19]
- 主題曲 - KERENMI&あたらよ「如果能說我愛你」（A.S.A.B）[20]
- 挿入曲
  - Maximum The Hormone「刀長2億公分(TV edit) 交換謊言日記MIX（日语：刃渡り2億センチ）」「maximum the hormone II 〜來聊聊片子麵的未來〜（日语：これからの麺カタコッテリの話をしよう）」「KAMIGAMI-神噛- (TV edit)」（日本華納音樂）[19]
  - eastern youth「ソンゲントジユウ」（裸腳音楽社 / Bandwagon）[19]
  - yonawo「rendez-vous」（日本華納音樂）[19]
  - 「高嶺的花子（日语：高嶺の花子さん）」（Sony Music Publishing (Japan) Inc.（日语：ソニー・ミュージックパブリッシング (日本)））[14]
  - 「殘酷天使的行動綱領」（TV TOKYO Music, Inc.（日语：テレビ東京ミュージック） & SEVEN SEAS MUSIC CO., LTD.（日语：キングレコード#子会社））[14]
  - Benji Heard「LOVELOVELOVE!」「YOU OWE ME」[14]
  - O.H AOVA「Can't Read Your Mind」[14]
  - miri「對不起!」[14]
- 監製 - 髙𣘺敏弘、安倍純子、弓矢政法、菊地修一、池邊真佐哉、岡﨑剛之、緒方寛治、長嶋潤二[14]
- 製片 - 吉田繁曉、渡邊信也[21][22]
- 計劃 - 新垣弘隆[21][22]
- 計劃、製作 - 石田聡子、刀根鉄太[21][22]
- 製片 - 細井菜都記、大脇拓郎[21][22]
- 攝影 - 板倉陽子[21][22]
- 照明 - 木村匡博[21][22]
- 美術 - 遠藤真樹子[21][22]
- 録音 - 小川武[21][22]
- 剪輯 - 橘樹陽児[21][22]
- 装飾 - 中澤正英[21][22]
- 編劇 - 松村陽子[21][22]
- 衣装 - 牧亜矢美[21][22]
- 髮型梳化 - 内城千栄子[21][22]
- 音響効果 - 中村佳央[21][22]
- 助監督 - 木本浩平[21][22]
- 演出補 - 府川亮介[21][22]
- 製作担当 - 米田伸夫[21][22]
- 音樂製作人 - 高石真美[21][22]
- 宣傳製作人 - 筧万弥子[22]
- 總製作人 - 小松次郎[21][22]
- 分支製作人 - 山田彰久[21][22]
- 制作 - 松竹撮影所[22]
- 制作協力 - 松竹映像中心[22]
- 配給 - 松竹[5]
- 製作幹事 - 松竹、TBS電視台[14]
- 製作 -「交換謊言日記」製作委員会（松竹、TBS電視台、JR東日本企畫（日语：ジェイアール東日本企画）、Starts出版、毎日放送、CBC電視台、RKB毎日放送、HBC北海道放送)[14]

### 票房
2023年發表的週末票房排名以總票房1億6400萬元、觀場人數13万3000人排名第三。

## 外部連結
- 交換ウソ日記 - スターツ出版
- 電影官方網站